# Львовка (Аркадакский район)
Львовка — село в Аркадакском районе Саратовской области России.
Административный центр Львовского сельского поселения.

## География
Расположено на левом берегу реки Большой Аркадак, на высоте 133 м над уровнем моря.
Близлежащие населённые пункты: село Ивановка, село Крутец.

## Население
| 2002 | 2010 |
| ---- | ---- |
| 461  | ↘360 |

## Уличная сеть
В селе шесть улиц: 
- ул. Восточная
- ул. Луговая
- ул. Молодёжная
- ул. Новая
- ул. Центральная
- ул. Школьная[3].

## История
Согласно сведениям IV ревизии о помещичьих крестьянах Балашовской округи Саратовского наместничества, которая проводилась в 1781—1783 годах, деревня Львово (Львовка) упоминается как новопоселенная, «при состроенном в 1739 году хуторе». На 1911 год деревня входит в Балашовский уезд, Крутцовская волость. Согласно «Списку населенных мест Саратовской губернии по сведениям на 1911 год», деревня Львовка бывшая владельческая г. Нарышкина; число дворов — 118, жителей мужского пола — 441, женского пола — 542, всего – 983. В деревне была церковная школа.
Село основано Львом Кирилловичем Нарышкиным, переселившим крестьян из Шацкого уезда Тамбовской губернии. Село названо в честь Льва Нарышкина.

## Связь
Сотовая связь и высокоскоростной мобильный интернет стандарта 4G/LTE.

## Известные уроженцы
- Шелухин, Николай Прокофьевич — Герой Советского Союза.